# Trpezi
Trpezi (cyr. Трпези) – wieś w Czarnogórze, w gminie Petnjica. W 2011 roku liczyła 927 mieszkańców.